# Dicranomyia parvimacula
Dicranomyia parvimacula là một loài ruồi trong họ Limoniidae. Chúng phân bố ở miền Australasia.